# L'asiatico
L'asiatico (Shadows) è un film muto del 1922 diretto da Tom Forman. Fu la prima di diverse future collaborazioni tra la Tom Forman Production e la Preferred Pictures di B. P. Schulberg.
La sceneggiatura di Eve Unsell e Hope Loring è basata sul racconto Ching, Ching, Chinaman di Wilbur Daniel Steele pubblicato su Pictorial Review nel giugno 1917.

## Trama
Sympathy, dopo che suo marito Daniel Gibbs è dato per disperso in mare, si sposa con il reverendo John Malden. La coppia vive felicemente finché Malden non riceve la falsa notizia che Gibbs è ancora vivo. Sottoposto al ricatto, Malden scoprirà poi che, a inviargli il messaggio, era stato Nate Snow.

## Produzione
Il film fu prodotto dalla B.P. Schulberg Productions. Le riprese iniziarono nell'agosto 1922 usando il titolo di lavorazione Ching, Ching, Chinaman - in California ai Louis B. Mayer Studios e, in esterni, a Balboa, Newport Beach e a Del Monte. Il titolo venne cambiato in settembre in Shadows.

## Distribuzione
Il copyright del film, richiesto dalla Preferred Pictures, Inc., fu registrato il 7 ottobre 1922 con il numero LP18347.
Distribuito dalla Preferred, il film - presentato da B.P. Schulberg - uscì nelle sale cinematografiche statunitensi il 10 novembre 1922, dopo una prima all'Hotel Biltmore di New York che si era tenuta il 27 ottobre 1922. In Italia, ottenne il visto di censura numero 19638 nel giugno 1924 distribuito dalla Pittaluga.
Copia completa della pellicola si trova conservata negli archivi della Cineteca Nazionale di Roma, in quelli della Library of Congress di Washington, al George Eastman House di Rochester, all'UCLA Film and Television Archive di Los Angeles.
Il film è stato distribuito in VHS e in DVD in varie edizioni.